# Etringita

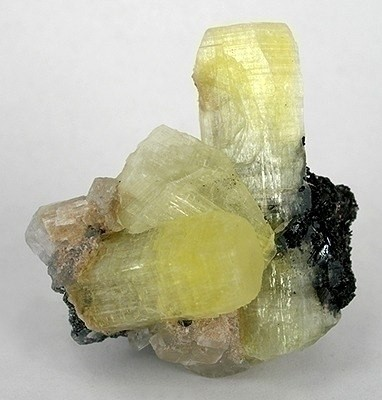
Etringita

A etringita é um mineral composto de sulfato de cálcio e alumínio hidratado, de fórmula : Ca6Al2(SO4)3(OH)12.26H2O. 

## Presença no cimento

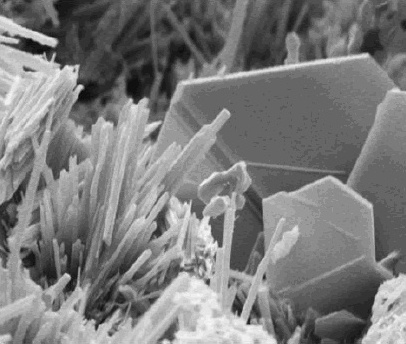
Imagem de microscópio SEM de uma pasta de cimento endurecido fraturada, observando-se as placas de hidróxido de cálcio e as agulhas de etringita.

A etringita pode ser sintética, sendo um dos produtos cristalinos que se formam no sistema de  cimento Portland hidratado, em consequência da reação do aluminato de cálcio com o sulfato de cálcio, ambos presentes no cimento.A etringita pode ser formada nos estágios da hidratação do cimento Portland. Isso ocorre porque, com a supersaturação de Ca2+, seguida da precipitação de Ca(OH)2, há uma rápida hidratação dos grãos de cimento, gerando gel de C-S-H e etringita. A formação de gel de C-S-H  e o intertravamento das 
partículas promovem a pega e o endurecimento.
Normalmente, a etringita  forma-se  nos primeiros minutos após o contato do cimento com a água, sendo então chamada de etringita primária. Sob condições adequadas, os sulfatos solúveis, tanto os alcalinos, presentes no clínquer, quanto os de cálcio, adicionados nas fôrmas de gesso na etapa final de fabricação do cimento, dissolvem-se rapidamente e reagem com o aluminato tricálcico (C3A), precipitando na forma de etringita.
Na química do cimento, a etringita (ou trissulfoaluminato de cálcio hidratado) tem como fórmula:
(CaO)6(Al2O3)(SO3)3·32H2O
ou
(CaO)3(Al2O3)(CaSO4)3·32H2O.
A etringita, o representante mais prominente das fases AFt (ou Al2O3-Fe2O3-tri), também pode ser sintetizada em laboratório, mediante uma reação de quantidades estequiométricas de cálcio, alumínio e sulfato, em água.
C3A + 3 CaSO4 → etringita
No sistema de cimento, a presença de etringita depende da proporção de sulfato de cálcio para aluminato tri-cálcico (C3A); quando essa proporção é baixa, a etringita se forma durante o início da hidratação e depois se converte em monossulfoaluminato de cálcio (fase AFm ou (Al2O3-Fe2O3-mono)). Quando a proporção é intermediária, apenas uma porção da etringita se converte em AFm, e ambos podem coexistir, sendo improvável que a etringita se converta em AFm quando as proporções são elevadas.
Os seguintes caracteres designam as notações padrão: 

C = CaO
S = SiO2
A = Al2O3
F = Fe2O3
S̅ = SO3
H = H2O
K = K2O
N = Na2O
m = mono
t = tri

### Fases  AFt e AFm
- AFt, abreviação de "alumina, óxido férrico, tri-sulfato" ou (Al2O3 - Fe2O3 - tri), representa um grupo de hidratos de sulfalumínio de cálcio. AFt tem a fórmula geral

[Ca3(Al,Fe)(OH)6-12H2OO]2-X3-nH2O onde X representa um ânion duplamente carregado ou, às vezes, dois ânions carregados individualmente. Ettringite é o membro mais comum e importante do grupo AFt (X, neste caso, denotando sulfato).
- AFm: abreviação de "alumina, óxido férrico, mono-sulfato" ou (Al2O3 - Fe2O3 - mono). Ele representa outro grupo de hidratos de aluminato de cálcio com fórmula geral [Ca2(Al,Fe)(OH)6)]-X-nH2O

[Ca2(Al,Fe)(OH)6)]-X-nH2O, onde X representa um ânion carregado individualmente ou 'metade' de um ânion duplamente carregado. X pode ser um dos muitos ânions. Os ânions mais importantes envolvidos na hidratação do cimento Portland são hidroxila, sulfato e carbonato.